# Singurul candidat
Singurul candidat (în franceză En place) este un serial de televiziune francez creat de Jean-Pascal Zadi și François Uzan, difuzat de la 20 ianuarie 2023 pe Netflix. Un al doilea sezon de șase episoade a avut premiera la 29 august 2024.

## Rezumat

### Sezonul I
În urma unei altercații publice cu Éric Andrei, primarul orașului Bobigny și candidat de stânga la alegerile prezidențiale din Franța⁠(d), Stéphane Blé, gazdă într-o casă a tineretului din comună, a ajuns o celebritate pe rețelele de socializare. El a fost apoi abordat de William Crozon, un consilier politic care l-a convins să devină primul bărbat de culoare⁠(d) care a candidat la președinția Franței. Drumul este presărat cu capcane, Andrei face totul pentru a se răzbuna pe Stéphane, relația lui Stéphane cu soția sa Marion este pusă la încercare, iar William, un politician interesat, face un joc dublu.

### Sezonul al II-lea
În al doilea sezon, Stéphane, acum președinte, se confruntă cu mai multe provocări. În timp ce încearcă să treacă peste un incident diplomatic și de o vizită regală de mare presiune, reforme cruciale și amenințări politice se adună. Împreună cu echipa sa, el trebuie să jongleze între presiunea scenei internaționale, tensiunile interne de la Élysée și adversari din ce în ce mai virulenți. Pe măsură ce demonstrațiile se intensifică și Elysée este luat cu asalt, Stéphane este forțat să se refugieze într-un buncăr. În această situație extremă, el trebuie să ia o decizie care ar putea schimba cursul mandatului său.

## Distribuție
- Jean-Pascal Zadi – Stéphane Blé, candidat de origine africană la președinție (sezonul 1), președintele Franței (sezonul 2)[3]
- Éric Judor – William Crozon, directorul de campanie al lui Stéphane
- Benoît Poelvoorde – Éric Andréi, candidatul de stânga la președinție și primar al orașului Bobigny
- Fadily Camara – Marion Blé, soția lui Stéphane
- Panayotis Pascot – Jérôme, consilierul lui Éric Andréi
- Marina Foïs – Corinne Douanier,  candidata ecofeministă la președinție
- Fary – Désiré, un văr al lui Stéphane și dealer de droguri
- Souad Arsane – Yasmine, membru al echipei de campanie a lui Stéphane
- Jean-Claude Muaka – Mo, un văr și responsabil pentru securitatea lui Stéphane
- Saabo Balde – Lamine, un băiat de origine africană de la casa de tineret
- Pasquale d'Inca – Didier, membru al echipei de campanie a lui Stéphane
- Salimata Kamate – Simone, mama lui Stéphane
- Sylvestre Amoussou – Claude
- Pierre-Emmanuel Barré – Fred Cognard,  candidatul de extremă dreapta la președinție
- Emmanuel Dehaene – Étienne Durandeau, candidatul de dreapta la președinție
- Sean Guégan – Nathan Fronck, un tânăr fermier din Corrèze
- Patrick Puydebat – un polițist
- Olivier Truchot – el însuși
- Alain Marshall – el însuși
- Anne-Sophie Lapix – ea însăși
- Virginie Guilhaume – ea însăși
- Sébastien Thoen – însuși
- Antonia de Rendering – ginecolog
- Alain Chabat – François Colignon, fostul președinte al republicii (sezonul 2)
- Michel Hazanavicius – Marele Cancelar (sezonul 2)
- Raphaël Quenard – Clément Robicheaux (sezonul 2)
- Marie Portolano – Ea însăși

## Episoade
| Sezonul | Sezonul | Episoade | Episoade | Premiera TV      | Premiera TV |
| ------- | ------- | -------- | -------- | ---------------- | ----------- |
|         | 1       | 6        | 6        | 20 ianuarie 2023 |             |
|         | 2       | 6        | 6        | 29 august 2024   |             |

### Sezonul 1 (2023)
| Nr. în serial | Nr. în sezon | Titlu                  | Regizat de       | Scris de                        | Data lansării    |
| ------------- | ------------ | ---------------------- | ---------------- | ------------------------------- | ---------------- |
| 1             | 1            | „Început de drum”      | Jean-Pascal Zadi | François Uzan, Jean Pascal Zadi | 20 ianuarie 2023 |
| 2             | 2            | „În construcție”       | Jean-Pascal Zadi | François Uzan, Jean Pascal Zadi | 20 ianuarie 2023 |
| 3             | 3            | „Teritoriu necunoscut” | Jean-Pascal Zadi | François Uzan, Jean Pascal Zadi | 20 ianuarie 2023 |
| 4             | 4            | „În pericol”           | Jean-Pascal Zadi | François Uzan, Jean Pascal Zadi | 20 ianuarie 2023 |
| 5             | 5            | „În direct”            | Jean-Pascal Zadi | François Uzan, Jean Pascal Zadi | 20 ianuarie 2023 |
| 6             | 6            | „Ultimul obstacol”     | Jean-Pascal Zadi | François Uzan, Jean Pascal Zadi | 20 ianuarie 2023 |

### Sezonul 2 (2024)
| Nr. în serial | Nr. în sezon | Titlu               | Regizat de       | Scris de                        | Data lansării  |
| ------------- | ------------ | ------------------- | ---------------- | ------------------------------- | -------------- |
| 7             | 1            | „În palat”          | Jean-Pascal Zadi | François Uzan, Jean Pascal Zadi | 29 august 2024 |
| 8             | 2            | „Sincronizare”      | Jean-Pascal Zadi | François Uzan, Jean Pascal Zadi | 29 august 2024 |
| 9             | 3            | „Discuție regească” | Jean-Pascal Zadi | François Uzan, Jean Pascal Zadi | 29 august 2024 |
| 10            | 4            | „În misiune”        | Jean-Pascal Zadi | François Uzan, Jean Pascal Zadi | 29 august 2024 |
| 11            | 5            | „Adevărul”          | Jean-Pascal Zadi | François Uzan, Jean Pascal Zadi | 29 august 2024 |
| 12            | 6            | „Fuga”              | Jean-Pascal Zadi | François Uzan, Jean Pascal Zadi | 29 august 2024 |

## Producție

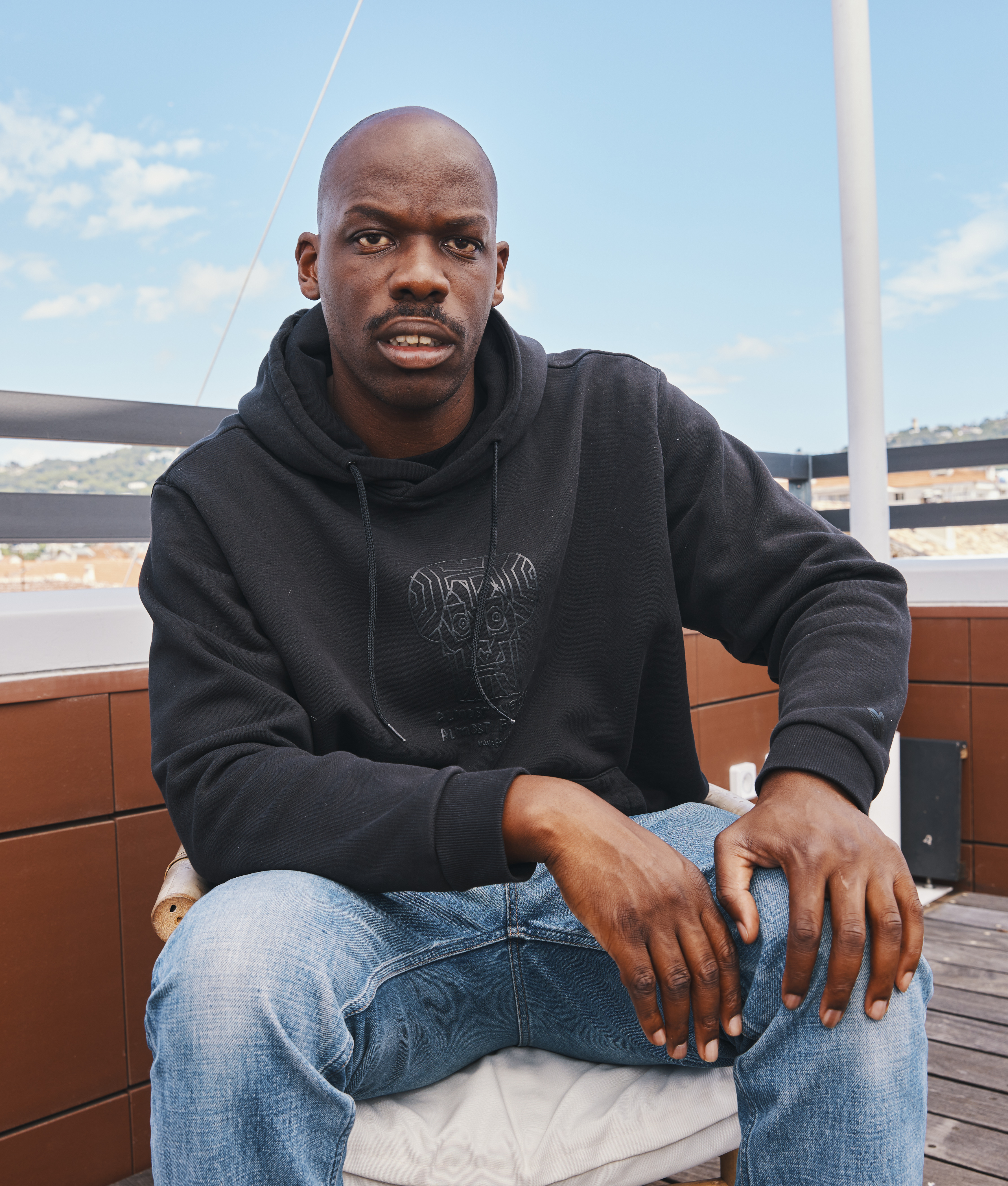
Jean-Pascal Zadi în 2024 la Cannes

Regizorul și actorul Jean-Pascal Zadi plasează En place „în continuitatea filmului Tout simplement noir, primul său lungmetraj ca actor și regizor, lansat în 2020. Inspirația sa pentru acest film a venit de la părinții săi, care erau sensibili la ideile Partidului Socialist când era copil. Profesia lui Jérôme Guesdon, un prieten apropiat al lui Jean-Pascal, care a fost educator de multă vreme în Pierrefitte-sur-Seine , în Seine-Saint-Denis, a inspirat crearea eroului din En place.
Pentru a juca rolul lui Éric Andrei, candidatul de stânga la alegerile prezidențiale, Jean-Pascal Zadi l-a ales pe actorul belgian Benoît Poelvoorde, pe care l-a cunoscut pe platourile de filmare ale pelicului lui Quentin Dupieux, Fumatul te face să tușești (Fumer fait tousser).
Corinne Douanier, personajul interpretat de Marina Foïs, este inspirată de Sandrine Rousseau. Numele său este ales în referire la Douanier Rousseau, porecla pictorului Henri Rousseau.
Unul dintre episoade îl prezintă pe Stéphane Blé într-un clip intitulat Marianne, curvă murdară. Jean-Pascal Zadi spune că această piesă rap a stârnit „multe dezbateri” în cadrul Netflix, adăugând că a fost „mult mai crudă” la început.
Serialul a fost produs de companiile Studio 14 și Douze Doigts. Coloana sonoră originală este a compozitorului francez Christophe Chassol.

## Recepție
Ziarul Le Monde a avut o recenzie favorabilă, cu unele rezerve: „După trei episoade furios de amuzante (...), serialul slăbește pentru a face loc unor digresiuni mai puțin politice”.
Săptămânalul L'Obs este destul de entuziasmat, în timp ce compară Singurul candidat cu lucrările lui Jean-Pascal Zadi: „Dacă putem regreta că serialul pierde tenul suprarealist și nebun al lucrărilor sale anterioare, găsim acolo toate ingredientele (...) unui adevărat succes popular”.
Într-o recenzie publicată de The New Yorker, Richard Brody a susținut că „Singurul candidat își trage forța generală dintr-o idee surprinzătoare și îndrăzneață: o încercare de a defini și de a redefini stânga politică a Franței”.